# Leone Brancaleone
Leone Brancaleone (zm. 25 sierpnia 1224) – włoski duchowny katolicki. Był członkiem kongregacji kanoników regularnych San Frediano di Lucca. W czerwcu 1200 papież Innocenty III mianował go kardynałem diakonem S. Lucia in Septisolio, a w marcu 1202 promował go do rangi kardynała prezbitera Santa Croce in Gerusalemme. Sygnował bulle papieskie wydane między 4 lipca 1200 a 23 maja 1224. W 1204 był legatem papieskim w Bułgarii, gdzie wynegocjował z carem Kałojanem unię tego kraju z Rzymem i koronował go na króla według ceremoniału łacińskiego. W 1207 i 1209 służył jako legat w Niemczech, gdzie razem z kardynałem Ugolino z Ostii próbował mediować między dwoma pretendentami do tronu Ottonem z Saksonii i Filipem Szwabskim. Legat w Lombardii (wspólnie z kardynałem Raniero Capocci) latem 1216 roku. Był przyjacielem Franciszka z Asyżu oraz protektorem wspólnoty waldensów, którzy pod wodzą Duranda z Huesca w 1208 pojednali się z Kościołem Katolickim.